# Saint-Rémy-aux-Bois
Saint-Rémy-aux-Bois település Franciaországban, Meurthe-et-Moselle megyében. Lakosainak száma 65 fő (2022. január 1.). Saint-Rémy-aux-Bois Borville, Loromontzey, Rozelieures, Saint-Boingt, Charmes, Damas-aux-Bois és Essegney községekkel határos.

## Népesség
A település népessége az elmúlt években az alábbi módon változott:
| Lakosok száma | 107  | 110  | 78   | 69   | 78   | 76   | 67   | 64   | 63   | 65   |
|               | 1968 | 1982 | 1990 | 2006 | 2013 | 2015 | 2017 | 2019 | 2020 | 2022 |